# Міжнародне товариство з маркшейдерської справи
Міжнародне товариство з маркшейдерської справи, (рос. Международное общество по маркшейдерскому делу, англ. International Society for Mine Surveying (ISM), нім. Internationale Gesellschaft f für Markscheidewesen (ISM)) – товариство об’єднує представників маркшейдерських служб гірничих підприємств країн-учасників, а також представників науково-дослідних, проектних, навчальних закладів, які працюють в галузі маркшейдерії. 
Діяльність товариства спрямована на поширення наукових та практичних досягнень в сфері маркшейдерського забезпечення гірничих робіт та суміжних галузях, обмін досвідом, розробку вимог щодо освіти спеціалістів вказаного профілю та ін.
Товариство створене у 1968 році, як неурядова організація; зареєстроване в ЮНЕСКО, має свій статут, герб і прапор. В 1978 році ISM визначено як допоміжну організацію у складі світового гірничого конгресу.
До складу ISM входить понад 30 країн з розвинутою гірничою промисловістю.
Україна, як самостійна держава, стала членом ISM у 1991 році. Роботою товариства керує президент, який обирається на 3 роки, і Президія ISM. Головні рішення товариства приймаються на конгресах.
У період між конгресами проводить роботу Президія ISM, і 5 комісій різного профілю, які також є структурними підрозділами міжнародного товариства з маркшейдерської справи. Періодичність зборів Президії і комісій регламентується статутом ISM. Місце і дату проведення зборів визначають при роботі конгресів. Архів ISM знаходиться в м. Остраві (Чехія) в технічному університеті Vysoka Skola Banska.